# Eero Kilpeläinen
Eero Kilpeläinen (Finnország, Juva, 1985. május 7. –) profi jégkorongozó kapus.

## Karrier
Komolyabb junior karrierjér a finn KalPa Kuopio ifi tagozatában kezdte 2001-ben. A csapatnál 2004-ig volt tag közben a 2003-as NHL-drafton a Dallas Stars kiválasztotta az ötödik kör 144. helyén. 2004–2005-ben átkerült a Kanadába az OHL-es Peterborough Petesbe. A kanadai kitérő után visszament Finnországba a Hermes Kokkola csapatába és a szezon végén az Ässät Pori leigazolta. 2007–2008-ban egy mérkőzést játszott a LeKi Lempääläban mely másodosztályú csapat volt akkor. 2009 és 2011-ben ismét a Poriban szerepelt. A 2011–2012-es szezonra a Jokerit Helsinkibe szerződött.

## Külső hivatkozások
- Statisztika
- Statisztika